# Musée naval du Pérou
Le Musée Naval du Pérou est un musée principalement consacré à l'histoire militaire maritime du Pérou situé dans la ville de Callao près de la capitale Lima.
Nommé en l'honneur du capitaine Julio José Elías Murguía (1901-1972), fondateur et ancien directeur du musée, il est administré par la Marine péruvienne.
Il a été créé le 14 novembre 1958 par une Résolution Suprême du président Manuel Prado Ugarteche (1889-1967) et a commencé ses activités le 18 juillet 1962,,.
Dans ses 11 salles d'exposition, sont mises en valeur des pièces de la période de la Vice-royauté, de la marine républicaine et de la guerre du guano et du salpêtre, ainsi que des objets célébrant le héros national péruvien l'amiral Miguel Grau Seminario (1834-1879).
Parmi les objets de la collection se trouve la figure de proue du navire Nuestra Señora del Triunfo (1862) (es) une frégate à hélice de la marine espagnole qui fît naufrage le 25 novembre 1864 et un canon de la goélette chilienne Covadonga (es) détruite par les Péruviens lors de la guerre du Pacifique (1879-1884),.

Les maisons où naquit Miguel Grau à Piura et celle où vécut l'amiral et sa nombreuse famille à Lima au 170 Jirón Huancavelica, sont rattachées au musée naval.

Annexes du musée naval.
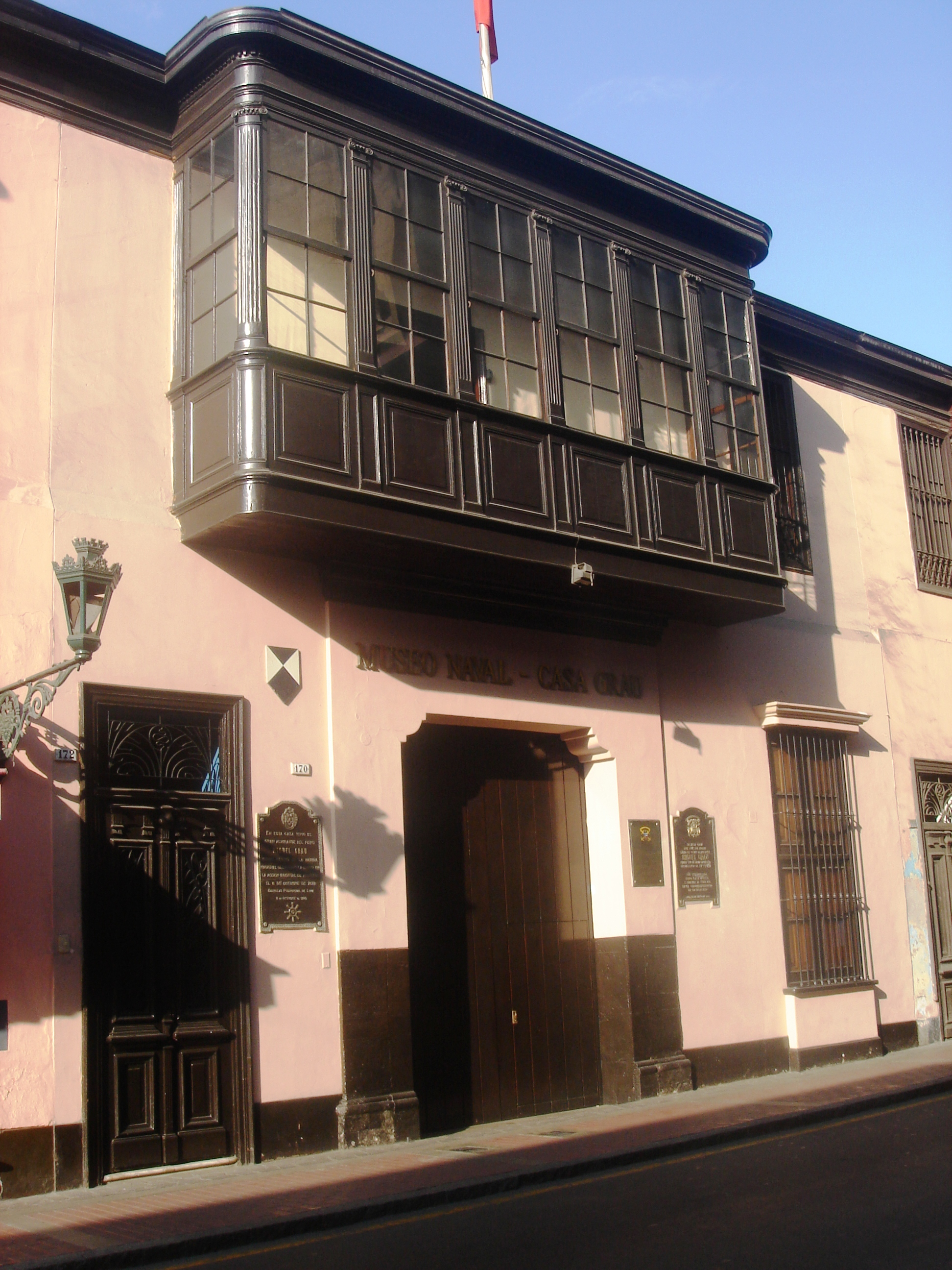
La maison de la famille Grau à Lima.
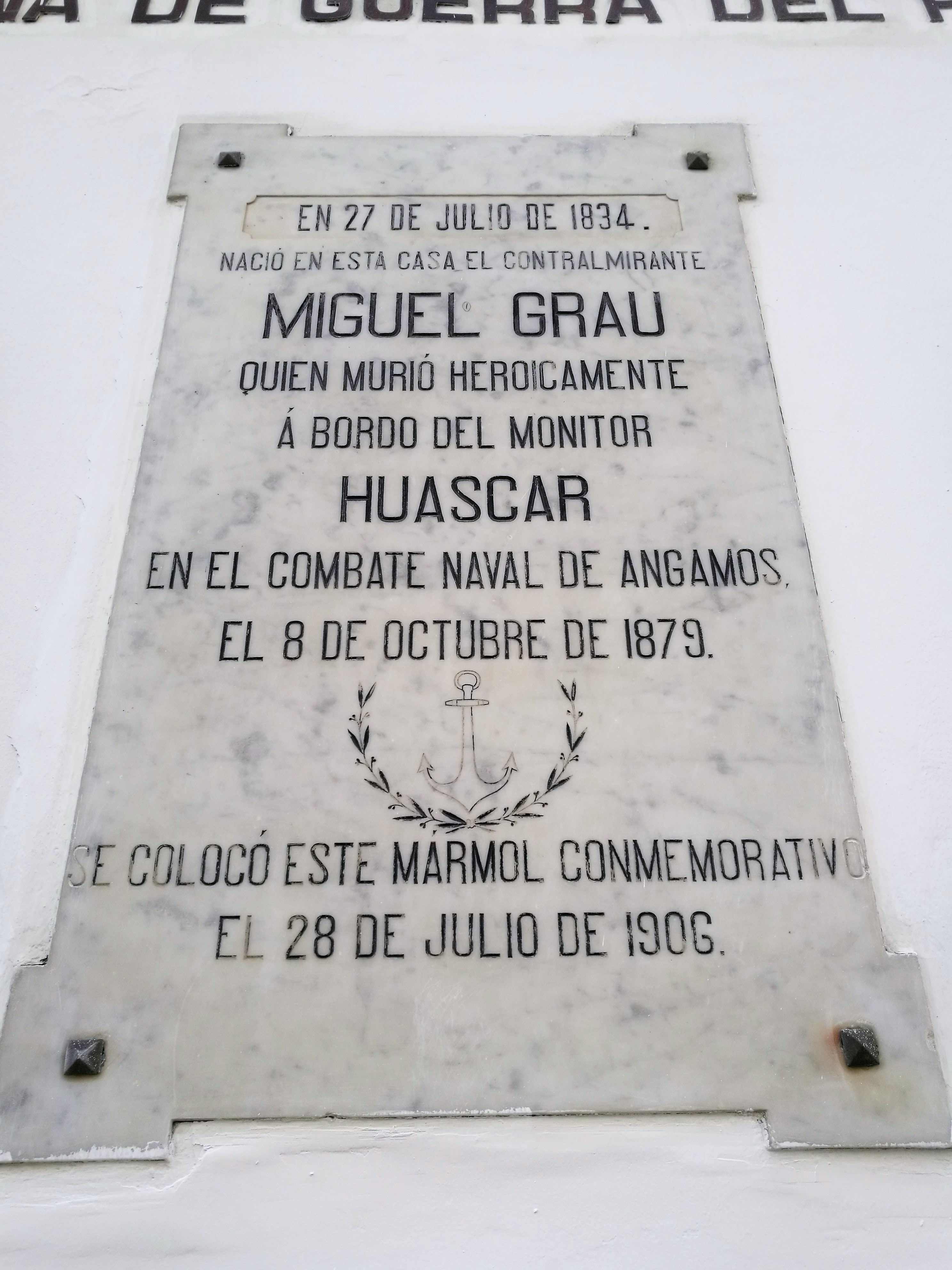
Plaque commémorative sur la maison natale de Miguel Grau à Piura.